# Doryporella smirnovi
Doryporella smirnovi är en mossdjursart som beskrevs av Grischenko, Taylor och Shunsuke F. Mawatari 2004. Doryporella smirnovi ingår i släktet Doryporella och familjen Doryporellidae. Inga underarter finns listade i Catalogue of Life.